# Panhandle, Texas
Panhandle är en stad i Carson County i delstaten Texas, USA. Invånarantalet år 2000 var 2 589. Den har enligt United States Census Bureau en area på totalt 5,5 km², allt är land. Panhandle ligger ungefär mitt i the Texas Panhandle och är huvudort i Carson County.